# Kanalisering (genetik)
Kanalisering  är ett mått på hur väl en population kan utveckla samma fenotyp oberoende av sin miljö eller genotyp.
Att en fenotyp är kanaliserad innebär att den inte ändras nämnvärt när förutsättningarna gör det. Flera förutsättningar ger alltså upphov till samma fenotyp. Förutsättningarna kan vara genetiska (genetisk kanalisering) eller miljömässiga (miljökanalisering).